# CD Universidad César Vallejo
Der Club Deportivo Universidad César Vallejo (spanisch Sportverein der Universität César Vallejo), durchweg abgekürzt als CD Universidad César Vallejo, ist ein peruanischer Fußballverein aus der Stadt Trujillo, der aktuell in der höchsten Spielklasse Perus antritt. Der Verein wurde am 6. Januar 1996 als Universitätsmannschaft gegründet. Trainer der Mannschaft ist der Argentinier Ángel Comizzo.

## Stadion
CD Universidad César Vallejo trägt seine Heimspiele im Estadio Mansiche aus. Das Stadion in Trujillo bietet 20.000 Zuschauern Platz.

## Vereinsfarben
Die Vereinsfarben sind Blau, Weiß und Rot, da dies die Farben der César Vallejo University sind.

## Spielklasse
Im Jahr 2003 stieg der Verein erstmals in die Primera Division, die höchste Spielklasse Perus, auf. Im Jahr 2005 erfolgte der Abstieg in die Segunda Division, die zweite peruanische Liga. Im Jahr 2007 wurde man dort Meister und spielt somit wieder erstklassig. Aktuell spielt der Klub wieder in der Segunda Division.

## Erfolge

### National
- Copa Inca – Sieger 2015
- Copa Perú – Sieger 2003
- Meister der Segunda División 2007[6]

### International
- Teilnahme an der Copa Libertadores 2013
- Teilnahme an der Copa Sudamericana 2010, 2011, 2014, 2023

## Die Kader der Meistermannschaften
| Spielzeit | Meistermannschaft | Trainer        |
| --------- | --- | -------------- |
| 2015      | Fernando Martinuzzi, Regis Quiroz, Salomón Libman, Feliipe Cardoza, Anthony Gordillo, Guillermo Guizasola, Ishiro Plasencia, Pedro Requena, Hansell Riojas, Jeremy Rostaing, Branco Serrano, Frank Vilela, Junior Viza, Emiliano Ciucci, Ángel Silva, Junior Viza, Christian Buenaño, Victor Cedrón, William Chiroque, Carlos Diez, Donald Millán, Juan Morales, Ronald Quinteros, Daniel Chávez, José Carlos Fernández, Mauricio Montes, Miguel Silva. | Franco Navarro |